# Virgin Interactive
Virgin Interactive, tot 1987 bekend als Virgin Games Ltd. was een Britse uitgever van computerspellen. Het bedrijf werd opgericht in 1982 en groeide na aankoop van Mastertronic in 1987.

## Geschiedenis
Nick Alexander richtte Virgin Games op in 1982 nadat hij ontslag nam bij Thorn EMI. Het bedrijf vestigde zich in de Londense Portobello Road en deed initieel enkel beroep op freelance programmeurs. In 1984 werden de eerste vijf vaste personeelsleden aangenomen. Hun eerste commercieel succesvolle spellen waren Sorcery en Dan Dare: Pilot of the Future.
Virgin bracht spellen uit voor pc, Amiga, ZX Spectrum, Amstrad CPC, Commodore 64, Sega Master System, Sega Mega Drive, Sega Game Gear, Super Nintendo Entertainment System, Sega Saturn, Sony PlayStation, Nintendo 64 en Dreamcast.
In 1993 ontwikkelde Virgin Interactive de Digicel-technologie: een methode om animatie te comprimeren. Dit werd onder andere toegepast in Disney's Aladdin en The Lion King.
In mei 2002 werd de Spaanse divisie verkocht aan de toenmalige Spaanse CEO die verderging onder de naam Virgin Play en in 2009 in liquidatie ging.
Virgin Interactive ging samen met Westwood Studios.  Daarbij werden de Amerikaanse filialen verkocht aan Electronic Arts. In juli 2003 kocht Titus Software Virgin Interactive op en ging verder onder de naam Avalon Interactive. Avalon Interactive ging op de fles in 2005.

## Computerspellen

### Jaren 1980
- Falcon Patrol (1983)
- Falcon Patrol II (1984)
- Sorcery (1984)
- Strangeloop (1985)
- Doriath (1985)
- Hunter Patrol (1985)
- Now Games compilation series (1985-1988)
- Dan Dare: Pilot of the Future (1986)
- Shogun (1986)
- Action Force (1987)
- Action Force II (1988)

### Jaren 1990
- Overlord (1990)
- Wonderland (1990)
- Realms (1991)
- Corporation (1991)
- Dune (1992)
- Dune II (1992)
- European Club Soccer (1992)
- Floor 13 (1992)
- Global Gladiators (1992)
- Lure of the Temptress (1992)
- The Terminator (1992)
- M.C. Kids (1992)
- Jeep Jamboree: Off Road Adventure (1992)
- Dino Dini's Goal (1993)
- Lands of Lore: The Throne of Chaos (1993)
- Reach for the Skies (1993)
- RoboCop Versus The Terminator (1993)
- The 7th Guest (1993)
- Cool Spot (1993)
- Chi Chi's Pro Challenge Golf (1993)
- Super Slam Dunk (1993)
- Super Caesars Palace (1993)
- Super Slap Shot (1993)
- Disney's Aladdin (1993)
- Cannon Fodder (1993)
- Beneath a Steel Sky (1994)
- Walt Disney's The Jungle Book (1994)
- Super Dany (Europe only) (1994)
- Dynamaite: The Las Vegas (1994)
- Earthworm Jim (alleen voor Europa) (1994)
- Doom II: Hell on Earth (1994) (alleen Europese pc-versie)
- The Lion King (1994)
- Demolition Man (1994)

- Battle Jockey (1994)
- Cyberia 2 (1995)
- The Daedalus Encounter (1995)
- Hyper 3D Pinball (1995)
- SuperKarts (1995)
- Zone Raiders (1995)
- Lost Eden (1995)
- Dragon: The Bruce Lee Story (1995)
- Kyle Petty's No Fear Racing (1995)
- Command & Conquer (1995)
- Gurume Sentai Barayarō (1995)
- World Masters Golf (1995)
- Rendering Ranger: R2 (1995)
- Earthworm Jim 2 (Europe only) (1995)
- Resident Evil (alleen Europese pc-versie) (1996)
- Broken Sword: The Shadow of the Templars (1996)
- Command & Conquer: Red Alert (alleen DOS-versie) (1996)
- Disney's Pinocchio (1996)
- Toonstruck (1996)
- Agile Warrior F-111X (1997)
- Nanotek Warrior (1997)
- Noddy: the Magic of Toytown (alleen Amerika) (1997)
- Mega Man X3 (Europe only) (1997)
- Lands of Lore: Guardians of Destiny (1997)
- Broken Sword II: The Smoking Mirror (1997)
- Subspace (1997)
- Ignition (1997)
- Resident Evil 2 (Europe only) (1998)
- Bloody Roar (alleen Europa) (1998)
- Street Fighter Collection 2 (1998)
- Magic & Mayhem (alleen Europa) (1998)
- Bloody Roar 2 (alleen Europa) (1999)
- Dino Crisis (alleen Europa) (1999)

### Jaren 2000
- Jimmy White's 2: Cueball (2000)
- Dino Crisis 2 (alleen Europa) (2000)
- Resident Evil 3: Nemesis (alleen Europa) (2000)
- Project Justice (alleen Europa) (2001)
- Original War (2001)
- Bloody Roar 3 (alleen Europa) (2001)
- The Mystery of the Druids (2001)
- Codename: Outbreak (2001)
- Screamer 4x4 (2001)
- Devil May Cry (alleen Europa) (2001)
- Resident Evil: Gaiden (alleen Europa) (2001)
- NightStone (2002)